# Eutrepsia mamitus
Eutrepsia mamitus là một loài bướm đêm trong họ Geometridae.